# Catapoecilma evansi
Catapoecilma evansi är en fjärilsart som beskrevs av Henry Maurice Pendlebury 1933. Catapoecilma evansi ingår i släktet Catapoecilma och familjen juvelvingar. Inga underarter finns listade i Catalogue of Life.